# Safariland Stukenbrock
Safariland Stukenbrock est un parc d'attractions et animalier allemand situé à Stukenbrock, dans l'arrondissement du Haut-Sauerland, en Rhénanie-du-Nord-Westphalie. Le parc accueille environ 400 000 visiteurs par an.

## Histoire

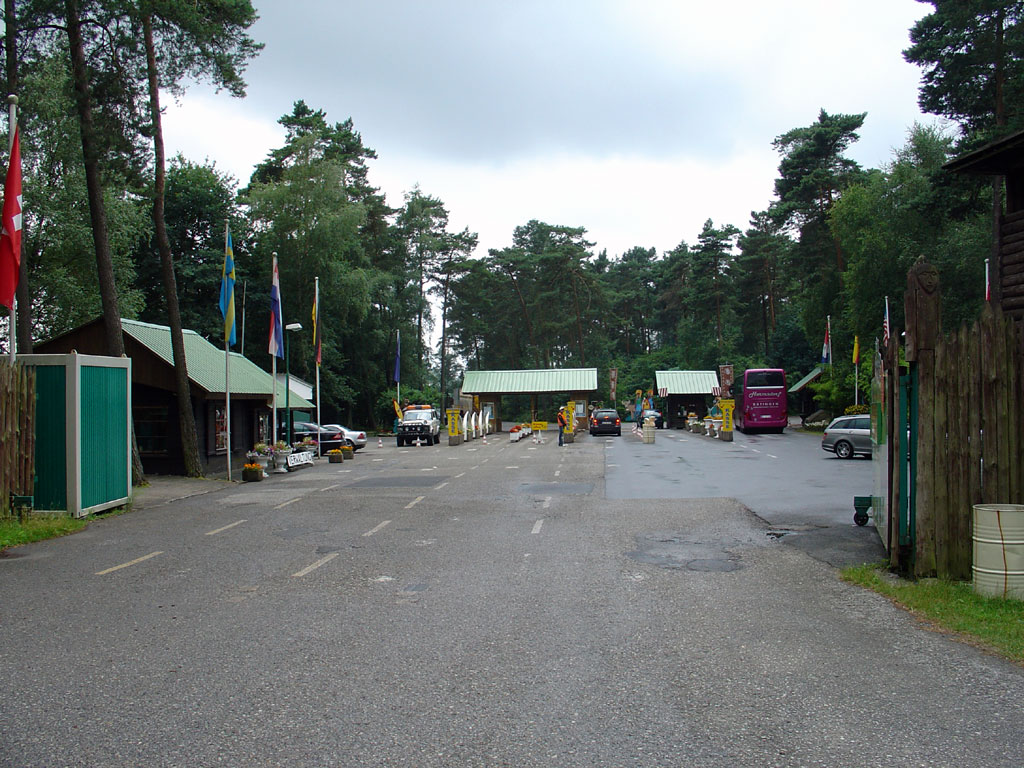
Entrée du parc

C'est le 15 juillet 1969 que Fritz Wurms inaugure un grand parc zoologique dans lequel vivent de nombreux animaux exotiques. Il s'agit d'un parc safari. En outre, un parc d'attractions avec manèges est également mis en place dans lequel le thème du safari se retrouve largement. En 1976, un train panoramique est inauguré dans lequel les visiteurs peuvent admirer les animaux. Les montagnes russes Flying Tiger de 350 m ouvrent au public en 1981. Dans le parc d'attractions, le thème du safari se retrouve largement.
Les nouveautés prévues pour 2019 sont une aire de jeux couverte et un resort où passer la nuit, dont la thématique se base sur le concept de safari. Aux heures de pointe, jusqu'à 250 personnes sont employées. 
Le parc célèbre son 50e anniversaire en 2019. Fritz Wurms était le directeur général de Safariland jusqu'à sa mort en janvier 2019. Avant même sa mort, il a jeté les bases d'un réalignement communicatif et de nouvelles attractions dans le parc.

## Attractions principales

### Montagnes russes
| Nom                                     | Type                             | Constructeur | Année |
| --------------------------------------- | -------------------------------- | ------------ | ----- |
| Flying Tiger Anciennement Super Tornado | Montagnes russes en métal Looper | Vekoma       | 1981  |
| Marienkäferbahn                         | Montagnes russes junior          | Zierer       | 1979  |

### Attractions aquatiques
| Nom         | Type           | Constructeur | Année |
| ----------- | -------------- | ------------ | ----- |
| Kongo River | Bûches         | Van Egdom    | 1994  |
| Wet'n Wild  | Twist'n Splash | Moser Rides  | 2012  |

### Autres attractions
- Africa Swing - Chaises volantes, Zierer, 2016
- Balloon Race - Balloon Race, Zamperla
- Crocodile Ride - Jets Skis, Zierer, 1998
- Dampf-Karussell, Carrousel, Zamperla
- Flying Oil Pump - Ranger, Far Fabbri, 2000
- Free Fall Hip Hop - Tour de chute junior, Moser Rides
- Giraffe Tower - Mega Drop, Far Fabbri, 1998
- Kaffeetassen Karussell, Tasses, Zamperla
- Hochseilgarten - accrobranche, 2012
- Super Rutsche - Toboggan avec tapis, Metallbau Emmeln
- Oldtimerfahrt - Balade en tacots, Ihle
- Orient Express - Train panoramique, 1976
- Safari Bootsfahrt - Tow boat ride, Mack Rides
- Westernschaukel - Komet, Heege Freizeittechnik

### Anciennes attractions
- Black Fly - Frisbee, Far Fabbri, 1999 à 2015
- Disco Round - attraction familiale, 1989 à 2000
- Swing Kontiki - Kontiki, Zierer, 2003 à 2010

## Spectacles
- Las Vegas Magic Show - Spectacle d'acrobaties
- Westernshow - Spectacle Western
- Zirkus Show - Spectacle d'acrobaties